# Rolpe Dorje

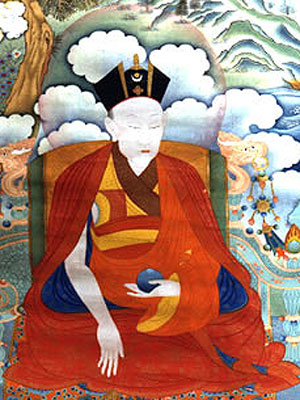
Rolpe Dorje, decimocuarto Karmapa

Rolpe Dorje (རོལ་པའི་རྡོ་རྗེ་ེ་) (1340-1383) fue el cuarto  Gyalwa Karmapa, oficialmente «Su Santidad Karmapa Gyalwa» es la cabeza de la escuela Karma Kagyu del budismo, la cual es la sub-escuela más grande del Kagyupa, en  tibetano Bka' brgyud, una de las cuatro escuelas más grandes de budismo tibetano, también conocido como lamaísmo. Según la leyenda, la madre del cuarto Karmapa, mientras estaba embarazada, podía escuchar el sonido del mantra Om Mani Padme Hum, probablemente el mantra más famoso del budismo, mientras el niño estaba en su vientre y el bebé dijo el mantra tan pronto como nació. Sus primeros años estuvieron llena de milagros y manifestó una continuidad total de las enseñanzas y cualidades de su encarnación anterior, incluyendo la recepción de enseñanzas en sus sueños. Durante su adolescencia, recibió las transmisiones formales de los linajes Kagyu y Nyingma del gran gurú Nyingma Yungtönpa, el tercer heredero espiritual del Karmapa, ahora muy avanzado en años. A la edad de diecinueve años aceptó la invitación de Toghon Temur para regresar a China, donde enseñó durante tres años y estableció muchos templos y monasterios.
A su regreso al Tíbet, mientras estaba en la región de Tsongkha, Rolpi Dorje dio la ordenación laical a un niño muy especial, a quien predijo como de gran importancia para el budismo en el Tíbet. Se trataba de Je Tsongkhapa, el futuro fundador de la escuela  Gelugpa, famosa por sus Dalai lamas.
Cuando Temur murió, la  dinastía mongol terminó y comenzó la dinastía Ming. El nuevo emperador invitó a Rolpe Dorje, quien declinó la invitación pero envió a otro lama en su lugar. Rolpe Dorje compuso canciones místicas a lo largo de su vida y fue un poeta consumado, aficionado a la poesía india. También es recordado por haber creado una gran pintura —thangka— siguiendo la visión de uno de sus alumnos que había imaginado una imagen de Buda de más de 100 metros de altura. El Karmapa, a caballo, trazó el contorno del Buda con huellas de pezuñas. El diseño fue medido y trazado sobre tela. Se necesitaron 500 trabajadores durante más de un año para completar la thangka, que representaba al  Buda,  Maitreya y Manjushri; los fundadores de Mahāyāna, una de las dos ramas principales del budismo.

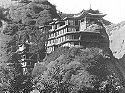
Monasterio de Shadzong Ritro, cerca del pueblo de Taktser, donde nació el decimocuarto Dalai Lama, fue fundado en el por el cuarto Karmapa

.